# Żywice epoksydowe

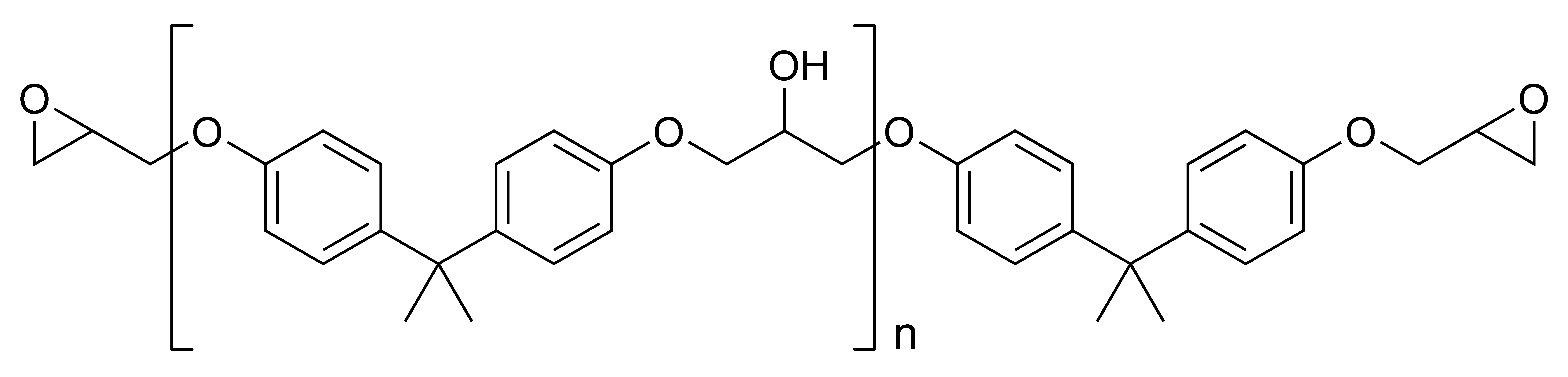
Struktura typowej żywicy epoksydowej. n oznacza liczbę segmentów polimerowych i ma wartość od 0 do około 25.

Żywice epoksydowe – rodzaj jedno- lub dwuskładnikowych żywic syntetycznych, które są zdolne do tworzenia nietopliwych i nierozpuszczalnych tworzyw sztucznych na skutek reakcji sieciowania z udziałem grup epoksydowych. 
Składnikami żywic epoksydowych są zwykle polifenole (rzadziej poliglikole) oraz epichlorohydryna lub oligomery posiadające na końcach ugrupowania epoksydowe.
Żywica epoksydowa jest, zależnie od masy cząsteczkowej i struktury, lepką cieczą lub topliwym ciałem stałym, rozpuszczalnym w ketonach i węglowodorach aromatycznych. Utwardzona żywica epoksydowa staje się nierozpuszczalna i nietopliwa, bardzo przyczepna do prawie wszystkich materiałów oraz względnie chemoodporna.

## Zastosowanie

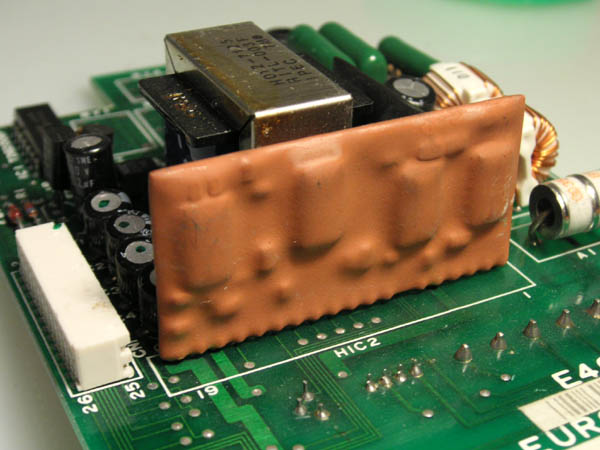
Zintegrowany obwód elektroniczny (pomarańczowy) zalany żywicą epoksydową

Żywice epoksydowe są stosowane jako lepiszcze laminatów konstrukcyjnych, do zalewania elementów elektrycznych, jako kleje do metali oraz jako surowiec do budowy form twardych.

### Systemy podłogowe
Żywica epoksydowa służy także jako tworzywo do wykonywania posadzek. Podłogi z tego materiału można spotkać m.in. w garażach, w halach magazynowych, w pomieszczeniach gospodarczych, w kotłowniach czy w hangarach, a także w pomieszczeniach mieszkalnych. Ich zaletami są:
- antyelektrostatyczność, która zapobiega przyciąganiu kurzu, sierści zwierzęcej i innego rodzaju pyłków,
- antypoślizgowość,
- odporność na ciecze, w tym również na niektóre kwasy i inwazyjne środki czyszczące,
- bezspoinowa konstrukcja, która zapobiega przenikaniu wilgoci pod posadzkę,
- łatwość utrzymania higieny, pozwalająca stosować je m.in. w placówkach medycznych i zakładach przetwórstwa mięsnego[1].

Podczas wykonywania posadzki żywica epoksydowa i utwardzacz reagują ze sobą, wiążąc się jednocześnie z samą podłogą. 

## Otrzymywanie
Istnieją trzy sposoby otrzymywania żywic epoksydowych w przemyśle:
1. reakcja epichlorohydryny ze związkami posiadającymi ruchliwe atomy wodoru (najczęściej difenole, czasem diaminy lub poliglikole) katalizowana zasadą, a następnie oligomeryzacja powstałych związków
2. bezpośrednie utlenianie za pomocą kwasów organicznych nienasyconych węglowodorów alifatycznych lub cykloalifatycznych do odpowiednich związków epoksydowych
3. addycja kwasu podchlorawego (HClO) do związków nienasyconych i dehydrohalogenacja za pomocą zasady.

## Środki ostrożności przy pracy z żywicami epoksydowymi
Składniki do wytwarzania żywic epoksydowych są szkodliwe dla zdrowia. Mogą drażnić oczy i skórę, mogą wywoływać alergie, egzemy, a nawet poparzenia. Należy unikać wdychania ich oparów (zwłaszcza bisfenolu A). Przy pracy z żywicami, zwłaszcza dużymi ilościami, np. przy wylewaniu posadzek z żywicy, zaleca się stosować odzież, rękawice, obuwie i okulary ochronne, pomieszczenie wentylować, a po pracy i w przerwach myć dokładnie ręce. Składniki do wytwarzania żywic należy przechowywać i transportować w szczelnie zamkniętym oryginalnym opakowaniu.